# Caserne Lieutenant Général Baron de Witte de Haelen

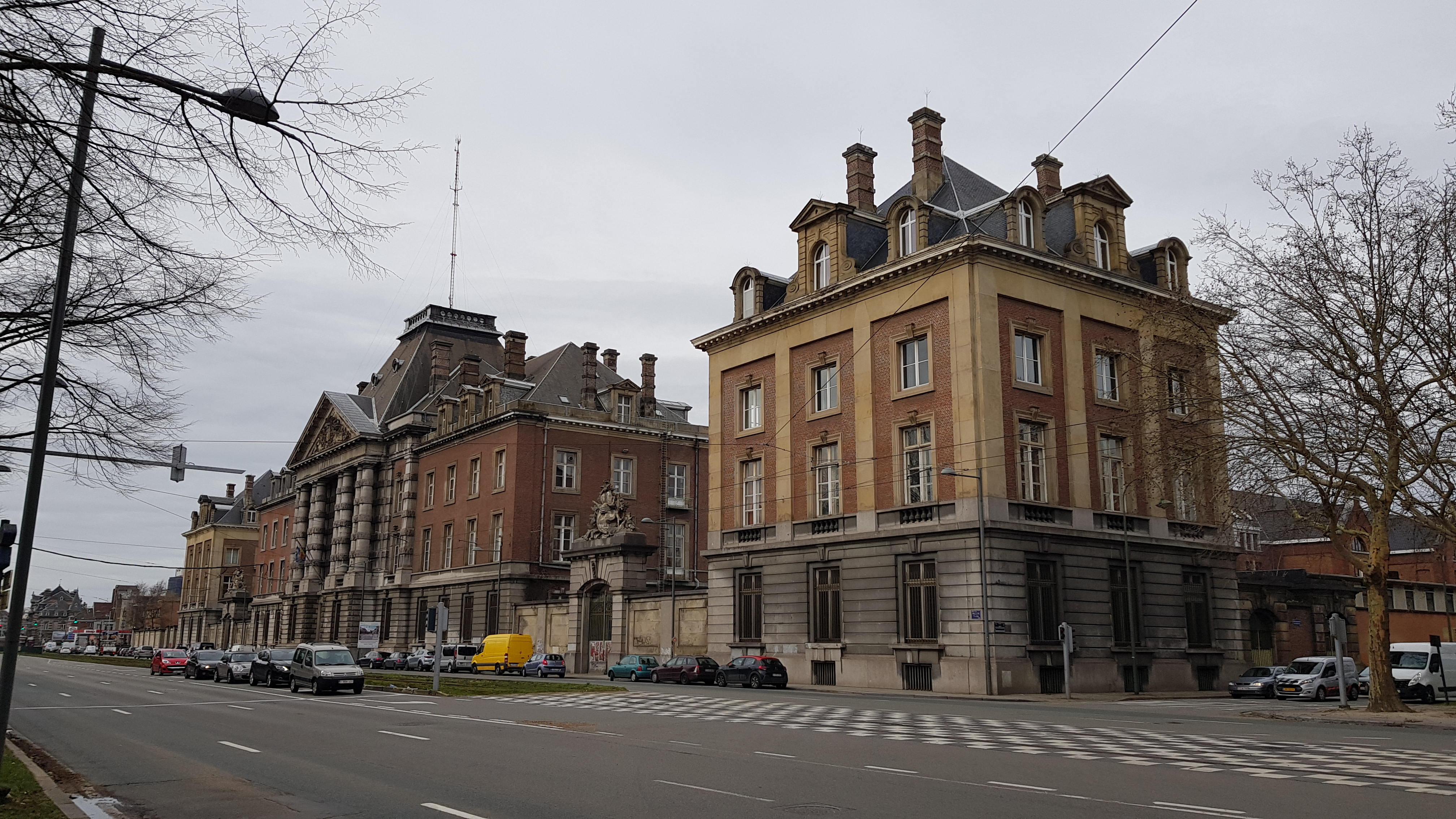
La caserne Lieutenant Général Baron de Witte de Haelen, vue depuis le boulevard Général Jacques.

La caserne Lieutenant Général Baron de Witte de Haelen (en néerlandais : Kazerne Luitenant-generaal Baron de Witte de Haelen), ou simplement la caserne de Witte de Haelen (en néerlandais : Kazerne de Witte de Haelen), est une ancienne caserne militaire de l'armée belge située sur le boulevard Général Jacques à Etterbeek, dans la région de Bruxelles-Capitale.
Elle fait partie des bâtiments communément appelés les « casernes » et appartient aujourd'hui à la police belge.
Elle tient son nom du Lieutenant-Général Léon de Witte de Haelen, héros de la Première Guerre mondiale.

## Histoire

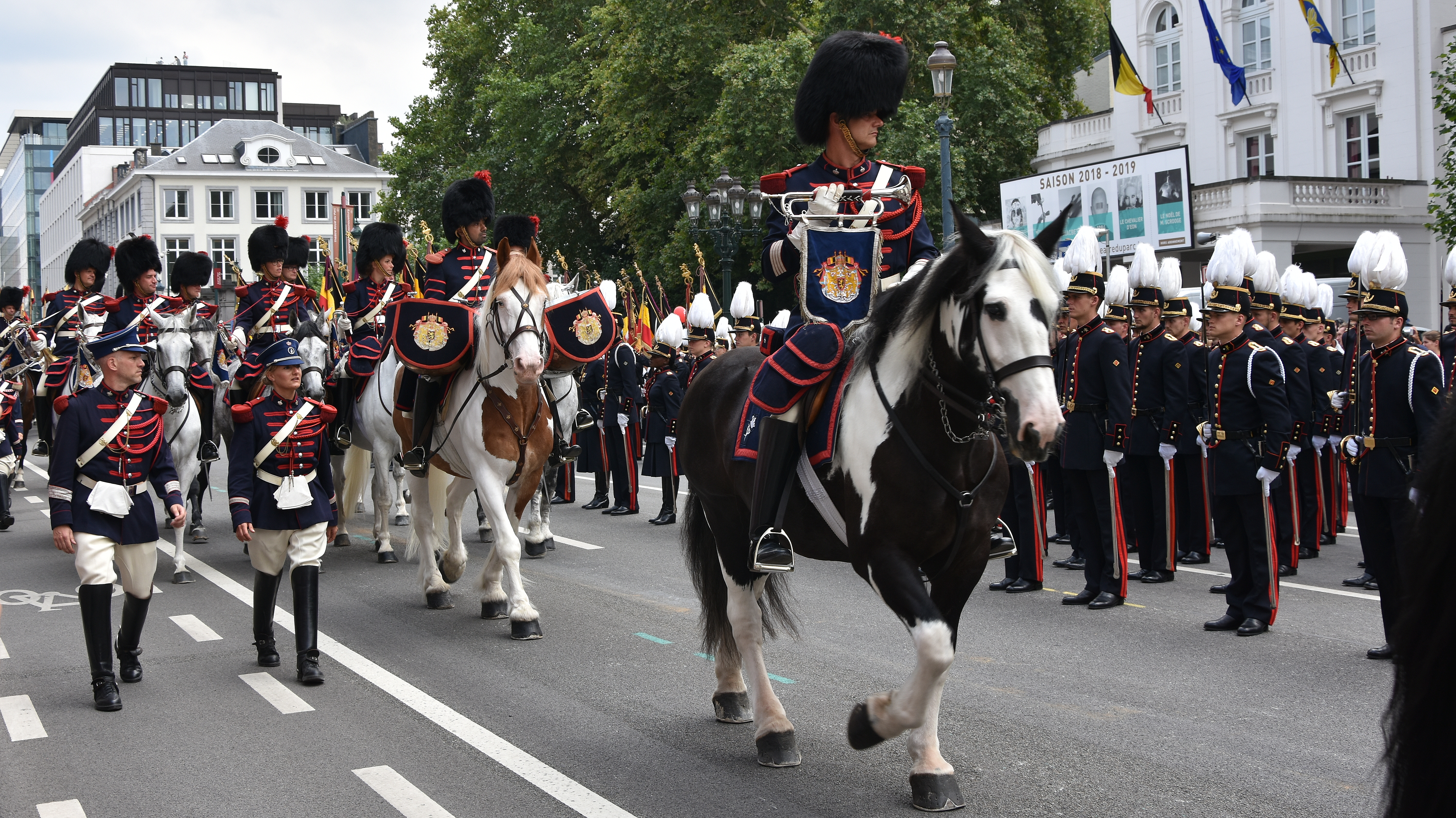
La caserne abrita l'Escorte royale à cheval jusqu'en 2022.

Elle fut construite de 1875 à 1882, soit un peu avant sa consœur, la caserne Major Géruzet. Elle abrita tout d'abord le 1er régiment de guides de 1878 à 1939, puis le 2e régiment de lanciers.
Après la Seconde Guerre mondiale, elle fut utilisée par la gendarmerie belge à partir de 1946. Elle abrita entre autres l'Escorte royale à cheval jusqu'en 2022. Après la dissolution de la gendarmerie lors de la réforme des polices de Belgique de 2001, le bâtiment fut confié à la police fédérale.